# Joan Bordas i Barceló
Joan Bordas i Barceló   (Gavà, 9 d'octubre de 1943 - 16 d'octubre de 2021) fou un històric pilot de trial català i un dels principals empresaris de jardineria del país. La seva àmplia experiència en ambdues facetes va fer que jugués un paper fonamental en el naixement del trial indoor, ja que el 1978 participà, juntament amb el seu amic Pere Pi i Jaume Alguersuari, en el disseny d'allò que havia de ser el primer Trial Indoor Solo Moto, la prova degana d'aquesta modalitat.

## Trajectòria esportiva
De jove, Joan Bordas va ser un dels pioners de trial a Catalunya i va formar part del primer equip oficial de Montesa d'aquesta modalitat, al costat de Pere Pi, Joan Font, Jordi Permanyer, Jordi Rabasa i Leopoldo Milà entre d'altres. Entre el 1968 i el 1975 va competir als campionats de Catalunya i d'Espanya, on el seu millor resultat fou la tercera posició final (el millor de Montesa) a l'edició del 1972, darrere d'Ignasi Bultó (Bultaco) i Quico Payà (OSSA).
Bordas va obtenir diversos èxits al llarg de la seva carrera, com ara la victòria en categoria "No experts" al Trial de Sant Llorenç de 1968 (per davant d'Ignasi Bultó) i el segon lloc absolut a l'edició del 1969, darrere de Pere Pi. El 1972 guanyà el Trial de Madrid, darrera prova del campionat estatal d'aquell any.

### Palmarès al Campionat d'Espanya
Font:
| Any  | Motocicleta | Classificació |
| ---- | ----------- | ------------- |
| 1968 | Montesa     | ?             |
| 1969 | Montesa     | ?             |
| 1970 | Montesa     | ?             |
| 1971 | Montesa     | 4t            |
| 1972 | Montesa     | 3r            |
| 1973 | Montesa     | 6è            |

## El naixement del Trial indoor
El 1978, desitjant organitzar un esdeveniment important en ocasió de la cerimònia de lliurament dels premis anuals Piloto del Año de la seva revista Solo Moto, Jaume Alguersuari decidí organitzar un trial en pista coberta, quelcom inèdit fins aleshores, i li'n demanà assessorament a l'aleshores directiu de Montesa i antic campió d'Espanya Pere Pi. Pi li suggerí de contactar amb Joan Bordas, antic company d'equip i gran amic seu, per tal d'aprofitar els seus coneixements de jardineria. Tots tres van acabar de perfilar allò que hauria de ser un trial indoor i van decidir que les zones artificials havien de combinar espectacularitat amb una aparença "natural". Tot el material per a confeccionar-les (troncs, soques, arrels, plantes, roques...) va sortir de l'establiment comercial de jardineria de Joan Bordas, el Garden Center Bordas de Gavà.
El I Trial Indoor Solo Moto, disputat el 24 de gener de 1978 al Palau dels Esports de Barcelona, va ser un gran èxit que va fer que la prova es repetís anualment fins als nostres dies (actualment anomenat Trial Indoor de Barcelona) i acabés donant lloc al naixement d'una nova modalitat esportiva de la qual se'n celebren nombroses proves i campionats arreu del món. Durant anys, Pi i Bordas varen ser sol·licitats com a organitzadors de trials indoor a diversos països, entre els quals Andorra i Brasil (on en muntaren alguns a Sao Paulo i Belo Horizonte).

## Jardineria
Joan Bordas era hereu d'una de les nissagues més importants de jardiners de Catalunya. Va regentar una cadena de grans centres de jardineria, els Garden Center Bordas, amb dues grans superfícies, l'una a una antiga masia de l'Hospitalet de Llobregat i l'altra a Gavà. De jove va estudiar jardineria a França i, més tard, va fer amistat a Alemanya amb el neerlandès Piet Oudolf, considerat el millor paisatgista del món, de qui en va aprendre molt. Bordas va participar en nombroses fires internacionals i va dinamitzar el sector a escala estatal, participant per exemple en la creació de l'Associació Espanyola de Centres de Jardineria (AECJ) a finals de la dècada del 1970. Va ser membre del Comitè d'Iberflora, exposició internacional de jardineria que se celebra anualment a València.
Les seves dots de comunicador van fer que aparegués sovint en diversos mitjans audiovisuals, des de Gavà Televisió a betevé i TV3.